# Kaiir Elam
Kaiir Elam (Riviera Beach, Florida, 5 de mayo de 2001) es un jugador profesional estadounidense de fútbol americano, se desempeña en la posición de cornerback en Dallas Cowboys en la National Football League (NFL).

## Carrera
Fue seleccionado en la Reunión Anual de Selección de Jugadores de la NFL de 2022. Hizo su debut profesional con el equipo Buffalo Bills, lleva jugando dos temporadas.